# Extended display identification data
Extended Display Identification Data (EDID) — стандарт формату даних VESA, який містить базову інформацію про монітор і його можливості, враховуючи інформацію про виробника, максимальний розмір зображення, колірні характеристики, заводські встановлені таймінги, межі частотного діапазону, а також рядки, що містять назву монітора і серійний номер.

### Розширення
- VESA Video Timing Block Extension Data Standard (VTB-EXT) (англ.)
- VESA Display Information Extension Block Standard (DI-EXT) (англ.)
- VESA Enhanced EDID Localized String Extension Standard (LS-EXT) (англ.)

### Програмне забезпечення
- Free Web-Based EDID Parser [Архівовано 13 березня 2022 у Wayback Machine.] (англ.)
- MonInfo for Windows. EDID, CEA-ext and DisplayID Analysis Tool [Архівовано 25 червня 2014 у Wayback Machine.] (англ.)
- softMCCS for Windows (Freeware). EDID Analysis Tool [Архівовано 25 червня 2014 у Wayback Machine.] (англ.)
- MonitorInfoView GUI [Архівовано 15 липня 2014 у Wayback Machine.] (англ.)
- DumpEDID command line [Архівовано 16 липня 2014 у Wayback Machine.] (англ.)
- Phoenix EDID Editor (Freeware) [Архівовано 2 серпня 2014 у Wayback Machine.] (англ.)